# Паисий Каравелов
Вижте пояснителната страница за други личности с името Паисий.
Вижте пояснителната страница за други личности с името Каравелов(а).
Паисий е български свещеник и общественик.

## Биография
Обрейко Каравелов е роден на 8 август 1894 година в град Карлово, България със светското име Обрейко Антонов Каравелов. Произхожда от възрожденския род на Каравелови. В родния си град завършва прогимназия и гимназия „Васил Левски“.
Като най-голям от четирите си братя Кирил, Трифон и Димитър, той е призован да отбие задължителната военна служба в 28-а Стремска пехотна дружина в гр. Карлово и взема участие в Балканската и Междусъюзническата война. По време на бойни действия в Първата световна война, шрапнел го раняват и загубва дясното си око. За безстрашието си е награден с орден за храброст, медали и отличия.
Обрейко се жени за Парашкева Атанасова от град Сопот – единствена дъщеря на Мария и Атанас Атанасови. По това време фамилия Атанасови притежава двуетажна къща, дюкян в центъра на Сопот и около 45 декара ниви, ливади и розови градини в землищата на Карлово, Сопот.
Първоначално младото семейство живее в Карлово, където се ражда първородната им дъщеря Стефка.
Поради загуба на зрение, Обрейко се отказва от първоначалното си желание за завършване на висше художествено образование и постъпва като служител в Горското стопанство на град Клисура, Карловска околия, където се раждат синовете му – Трифон и Антон. Близначките Бистра и Мария, както и най-малкият син Атанас са родени в Сопот.
Обрейко Каравелов става свещеник, като завършва 2-годишен курс в Черепишкия манастир. Там получава и духовното име Паисий.

## Обществена дейност
Отец Паисий Каравелов служи в църквата „Св. св. Петър и Павел“ в гр. Сопот и е избиран за общински съветник в Сопотската община. Председателства сдружението на военните инвалиди в Карловска околия и няколко години е бил член на Върховния съвет на военноинвалидите в София. Преподавател по вероучение и общественик.
Каравелов упорито е защитавал идеята „Военната фабрика“ да се построи именно в Сопот, а не в Калофер или Панагюрище, за да се създаде поминък на населението (понастоящем „Вазовски машиностроителни заводи“ – ВМЗ-Сопот). Споровете къде да се изгради военната фабрика са били ожесточени. В Сопот са идвали комисии, една от които начело с генерал Баларев. Към тази комисия били прикрепени и местните общественици – Енчо Маджаров (директор на Популярната банка) и отец Паисий Каравелов, запасен офицер, военноинвалид и общински съветник.
До края на живота си Паисий Каравелов служи в Сопотската църква „Св. св. Петър и Павел“, в непосредствена близост до Радиното училище и Девическия метох, където е едно от скривалищата на Васил Левски. Гробът на Паисий се намира в църковния двор.